# Wasseramseln
Die Wasseramseln (Cinclus) bilden mit fünf Arten die einzige Gattung der Familie Cinclidae. Sie sind der Ordnung der Sperlingsvögel (Passeriformes) und der Unterordnung der Singvögel (Passeri) zugeordnet. Die rundlich wirkenden, finken- bis starengroßen Vögel kommen in Europa und Asien sowie in Nord-, Mittel- und Südamerika vor. Die Eurasische Wasseramsel oder kurz Wasseramsel (Cinclus cinclus) brütet auch im Nordwesten Afrikas. Alle Arten leben entlang von schnellfließenden, sauerstoffreichen Gewässern, wo sie sich meist von Wasserinsekten und anderen aquatisch lebenden Wirbellosen ernähren, die zum Teil tauchend und schwimmend erbeutet werden. Wasseramseln bauen in Höhlen, Halbhöhlen oder Nischen umfangreiche Kugelnester, meist sehr nahe am Wasserrand. Sie sind mehrheitlich Standvögel, die auch in harten Wintern am Brutgewässer ausharren können, solange dieses nicht zufriert. Nur die nördlichsten Populationen der Eurasischen Wasseramsel und der Pallaswasseramsel (auch Flusswasseramsel, Cinclus pallasii) sind Zugvögel. Bis auf die Rostkehl-Wasseramsel (Cinclus schulzi) ist keine Art in ihrem Bestand gefährdet.

## Aussehen

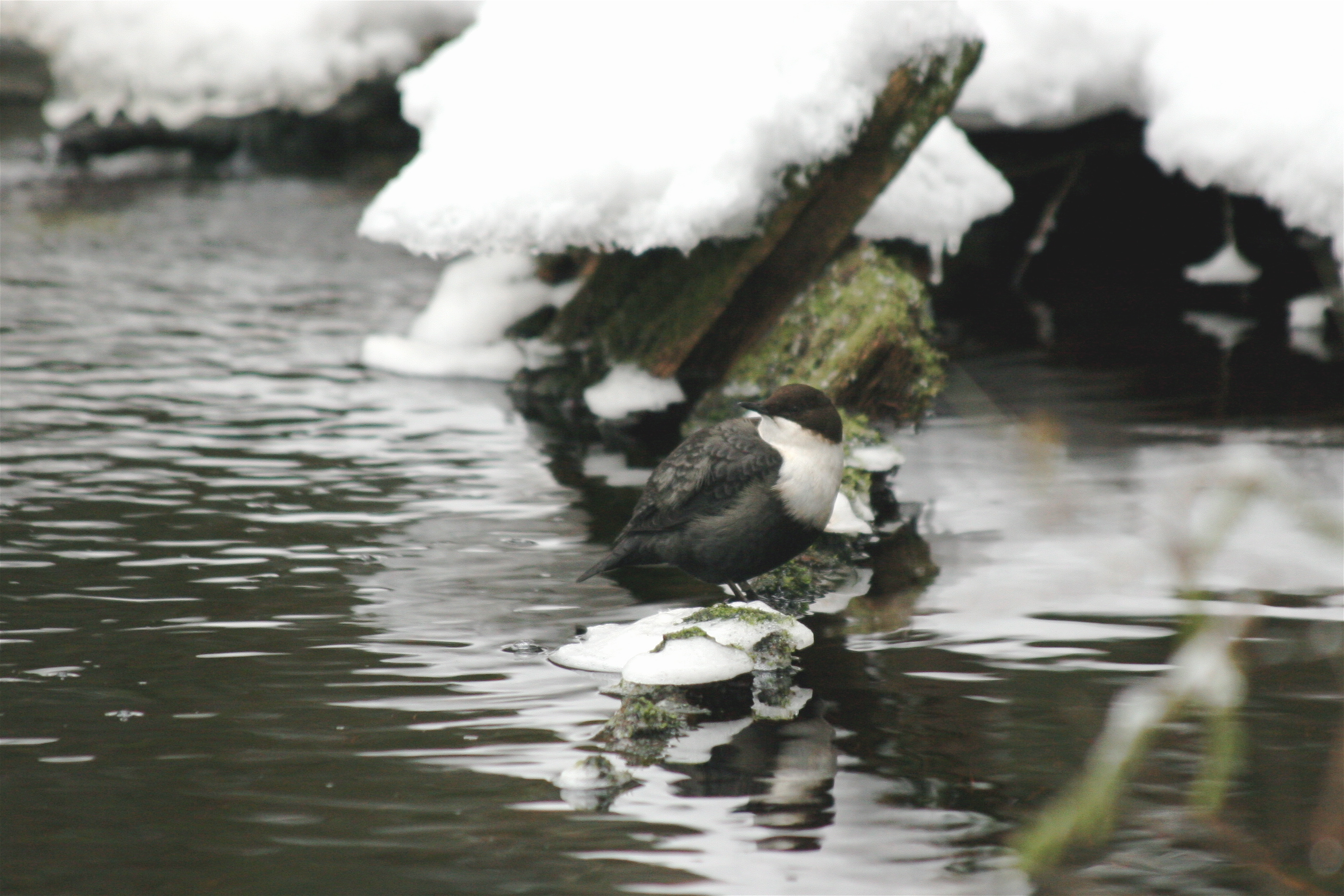
Eurasische Wasseramsel (C. c. cinclus) im Mittwinter in Finnland

Wasseramseln sind kompakte, großköpfige und kurzschwänzige Vögel mit überwiegend wenig kontrastreicher bräunlicher, grauschwarzer oder schwarzer Gefiederfärbung. Die größte Art, die Pallaswasseramsel (Cinclus pallasii), misst maximal etwa 23 Zentimeter, die kleinste, die südamerikanische Rostkehl-Wasseramsel, nur 15 Zentimeter. Die Pallaswasseramsel ist weitgehend einheitlich bräunlich, die Grauwasseramsel (Cinclus mexicanus) fast zeichnungslos dunkel schiefergrau. Auffälliger sind die Eurasische Wasseramsel und die beiden südamerikanischen Arten gefärbt. Bei der Eurasischen Wasseramsel sind Kehle und Brust reinweiß, oft von einem rötlichbraunen Rand zum übrigen Gefieder hin abgehoben, die Weißkopf-Wasseramsel (Cinclus leucocephalus) zeigt ein weiß-schwarz gesträhntes Kopfgefieder und eine weiße Kehle und Brust, und bei der Rostkehl-Wasseramsel sind Kehle und Brust orange-rostrot. Bei ihr bilden die Basen der Handschwingen ein helles Flügelfeld, ein Merkmal, das auch bei der Weißkopf-Wasseramsel angedeutet ist, bei den übrigen Arten aber fehlt.
Die dunkelbraunen oder dunkelgrauen Beine und Zehen sind verhältnismäßig lang und kräftig; die Iris der Augen ist unauffällig dunkelbraun. Bei der Eurasischen Wasseramsel und der Grauwasseramsel sind die Ränder der Augenlider weiß, was dem Blinzeln eine erhöhte Signalwirkung verleiht.
Die Geschlechter unterscheiden sich weder in der Größe noch in der Färbung. Jungvögel sind meist blasser gefärbt und oft recht auffällig weißlich gepunktet.
Der Flug der Wasseramseln ist rasch und geradlinig; meist verläuft er dicht über dem Wasser; aus der Nähe ist ein deutlich schnurrendes Fluggeräusch zu hören. Enge Flugmanöver und Wendungen erlaubt jedoch die Steuerwirkung des kurzen Schwanzes nicht.

## Stimme
Wasseramseln verfügen über ein reichhaltiges Stimmrepertoire. Hauptrufe sind bei allen Arten kurze, scharfe ziit-Folgen, die zwar ziemlich laut sind, dennoch aber oft von der Geräuschkulisse ihres Lebensraumes übertönt werden. Deshalb dürften auch den optischen Signalen, wie dem Knicksen und dem Blinzeln beziehungsweise dem Flügelspreizen der südamerikanischen Arten, besondere Bedeutung zukommen. In ruhiger Umgebung ist zum Beispiel der Gesang der Grauwasseramsel über einen Kilometer weit zu hören. Der Gesang ist ein oft melodiöses Gezwitscher, das von Pfeiftönen und schwätzenden, oft gepresst wirkenden Elementen durchsetzt ist.

## Verbreitung und Lebensraum

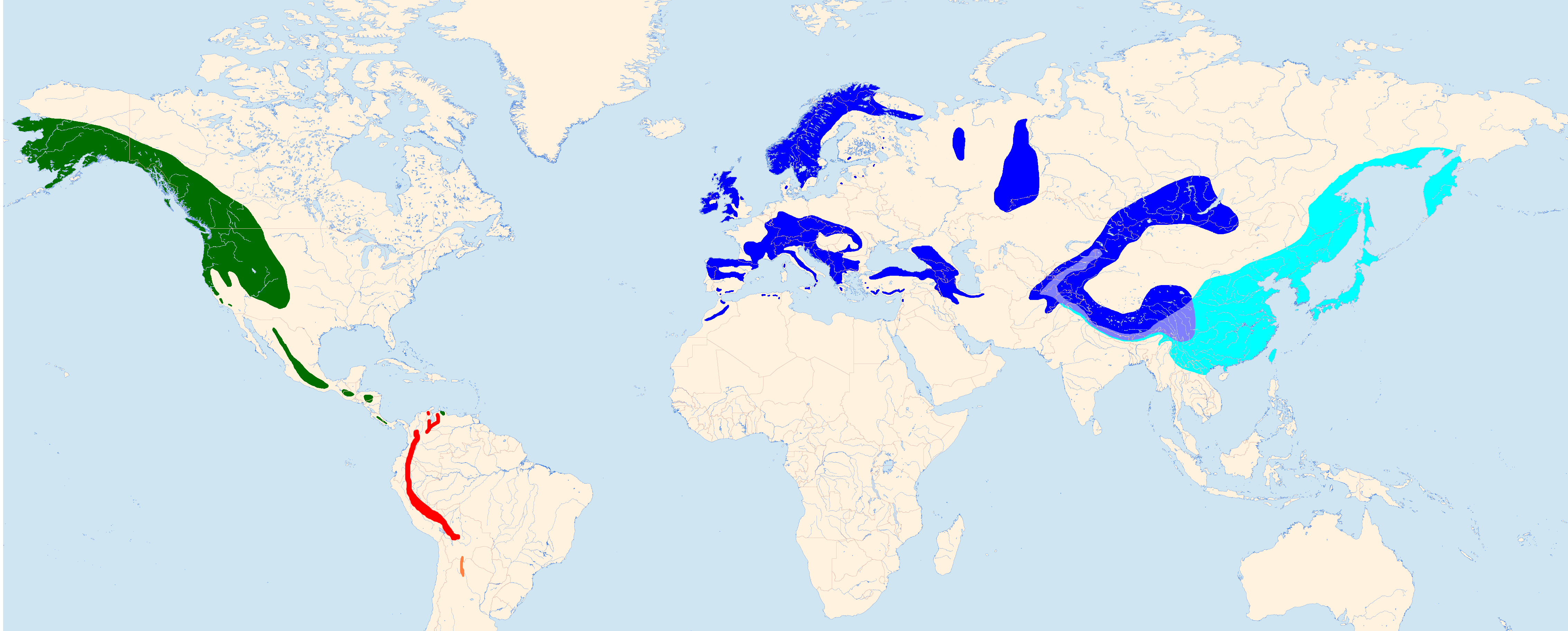
Übersicht der Verbreitung der Arten der Gattung Cinclus
Grauwasseramsel
Weißkopf-Wasseramsel
Rostkehl-Wasseramsel
Eurasische Wasseramsel
Pallaswasseramsel
Überlappungsgebiete zwischen Eurasischer Wasseramsel und Pallaswasseramsel

Obwohl die Familie Cinclidae nur aus einer Gattung und aus nur fünf Arten besteht, sind die Wasseramseln auf fünf Kontinenten verbreitet.
Die Verbreitungsgebiete der Arten sind bis auf die der Eurasischen Wasseramsel und der Pallaswasseramsel klar getrennt. Diese beiden Arten bewohnen ein ausgedehntes Gebiet in Zentral- und Ostasien gemeinsam, ohne dass Hybridisierungen bekannt geworden wären. In den gemeinsam bewohnten Gebieten bevorzugt die Pallaswasseramsel meist, aber nicht ausschließlich, langsam fließende, größere Flüsse in niedrigeren Lagen.
Die nordamerikanische Grauwasseramsel kommt zwar bis ins Bergland von Panama vor, erreicht aber das Santa-Marta-Gebirge nicht, in dem die nördlichsten Brutvorkommen der Weißkopf-Wasseramsel liegen. Auch zwischen dieser und der Rostkehl-Wasseramsel liegt im Süden Boliviens ein markanter Trenngürtel, der auch die Verbreitung einer Reihe von Vogelarten in Südamerika separiert. 1995 wurden mehrmals Sichtungen von Wasseramseln im venezolanischen Bundesstaat Carabobo publik, die der Grauwasseramsel ähnelten. Bisher wurden diese Meldungen nicht bestätigt, sodass ungewiss bleibt, ob es sich um eine neue Art, eine Unterart oder um eine Fehlbeobachtung handelt.

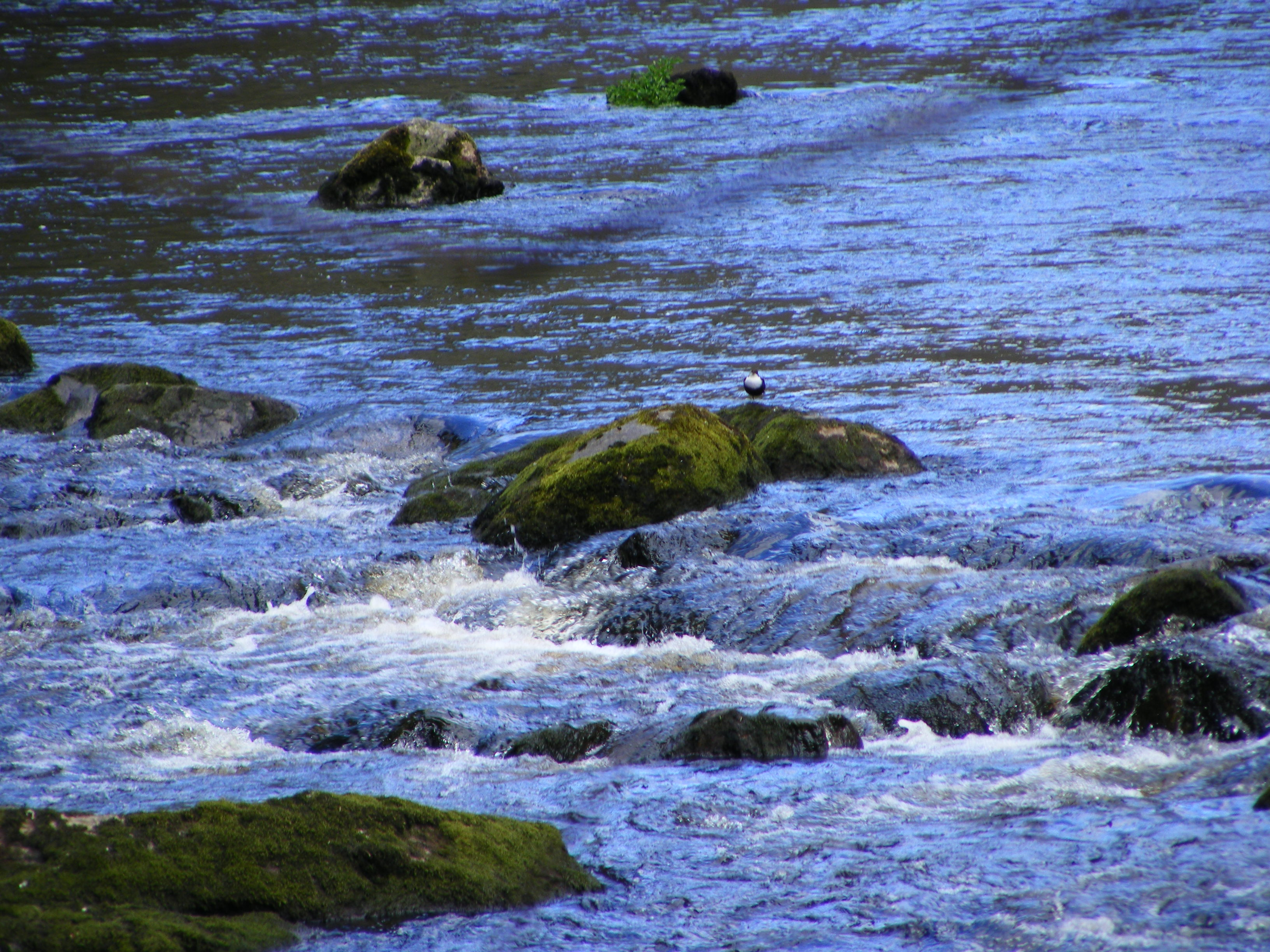
Typisches Habitat der Wasseramseln. Hier eine Eurasische Wasseramsel der Unterart C. c. hibernicus am River Avonmore in Irland

Die Lebensräume aller fünf Arten sind sehr einheitlich. Überall besiedeln sie Uferstreifen entlang schnell fließender, klarer Bäche und Flüsse vom Meeresniveau bis in Höhen von über 4500 Metern. Sie benötigen baumbestandene Ufersäume, meiden jedoch Flussläufe in geschlossenen, dichten Wäldern, besonders in Nadelwäldern. Wichtige Merkmale eines guten Wasseramselhabitats sind eine hohe Wasserqualität bei möglichst gleichbleibenden Wasserständen, kleinere Wasserfälle, Steine und Felsen in den Flussbetten sowie unverbaute Ufer, die Gelegenheit zum Nestbau bieten. Im Winter können die Eurasische Wasseramsel, die Grauwasseramsel und die Pallaswasseramsel auch an Meeresküsten, meist im Bereich von Einmündungen kleiner Flüsse oder Bäche, nahrungssuchend angetroffen werden.
Die meisten Wasseramseln sind Standvögel, die nur bei sehr ungünstigen Witterungsbedingungen ihr Brutgebiet kleinräumig verlassen. Regelmäßige Zugbewegungen von 1000 Kilometer und mehr führen nur nördliche Populationen der Eurasischen Wasseramsel und der Pallaswasseramsel durch; kleinere regelmäßige Wanderbewegungen wurden auch in einigen Verbreitungsgebieten der Grauwasseramsel beobachtet.
Wasseramseln besetzen Brut- und Winterterritorien, die energisch verteidigt werden. Sie umfassen das Gewässer selbst und üblicherweise einen Saum entlang beider Uferstreifen. Die Länge der Revierabschnitte hängt von der Breite des Wasserlaufs sowie von dessen Bonität ab; sie bewegt sich zwischen einigen 100 Metern und mehr als zwei Kilometern.

## Nahrung und Nahrungserwerb
Alle fünf Arten der Wasseramseln sind Fleischfresser. Sie ernähren sich hauptsächlich von in und am Wasser lebenden Wirbellosen, die tauchenden Arten (Eurasische Wasseramsel, Pallaswasseramsel und Grauwasseramsel) vor allem von Larven der Köcherfliegen, Eintagsfliegen, Steinfliegen, Lidmücken und der Kriebelmücken. Bei den südamerikanischen Arten überwiegen auf Steinen und im Ufersaum vorkommende Kleintiere. Daneben werden auch verschiedene andere am Wasser lebende Wirbellose, Stechmücken, Würmer und Schnecken, Daphnien und Hüpferlinge, kleine Fischchen und Fischlaich, gelegentlich auch Kaulquappen gefressen. Vegetarisches Material wird nur zufällig aufgenommen; die unverdaulichen Teile der Nahrung werden in kleinen Speiballen ausgeschieden.
Die drei tauchenden Arten erbeuten ihre Nahrung weitgehend unter und am Wasser, entweder durch Waten im seichten Wasser, schwimmend auf der Wasseroberfläche oder durch Tauchen. Die beiden südamerikanischen Arten scheinen nicht zu tauchen und auch nicht zu schwimmen. Sie picken ihre Beute von Steinen im Flussbett oder an den Gewässerufern auf. Flugjagden kommen bei Massenauftreten von Fluginsekten vor.

## Verhalten
Neben dem Tauchen und Schwimmen, das die Wasseramseln unter den Singvögeln auszeichnet, sind zwei weitere Verhaltensweisen für sie charakteristisch: das Knicksen und das Blinzeln. Beim Knicksen, das die drei holarktischen Arten intensiv zeigen, die Weißkopfwasseramsel weniger stark und die Rostkopf-Wasseramsel fast gar nicht praktiziert, knicken die Vögel im Fersengelenk kurz ein, sodass sich der gesamte Vogel zu ducken scheint. Die Knicksintervalle verkürzen sich mit zunehmender Erregung. Dipper, der englische Name der Wasseramseln, leitet sich von dieser Bewegung her. Die südamerikanischen Arten weisen eine weiße Zeichnung im Flügel auf, die bei angelegtem Flügel nicht sichtbar ist; um diese zu präsentieren, werden die Armschwingen in kurzen Intervallen leicht gefächert. Beiden Verhaltensweisen kommt wahrscheinlich kommunikative Bedeutung zu.
Das Blinzeln ist bei den Wasseramseln nicht häufiger als bei anderen Singvögeln, aber auffälliger, da einige Arten weiß gerandete Lider haben. Auch hier wird neben der rein physiologischen eine kommunikative Funktion vermutet.
Drei Arten der Wasseramseln tauchen und schwimmen. Die beiden südamerikanischen Vertreter scheinen das nicht oder nur selten zu tun. Beim Schwimmen paddeln die Vögel mit den Beinen; sie können geschickt auch in strömungsreichen Gewässerabschnitten navigieren und aus der Schwimmlage sofort auffliegen. Bereits nicht flügge Wasseramseln können schwimmen. Beim Tauchen stürzen sich Wasseramseln von Steinen aus kopfüber ins Flussbett oder tauchen aus der Schwimmlage ein. Gelegentlich, vor allem wenn sie sich einem Greifvogelangriff zu entziehen suchen, tauchen sie auch aus dem Flug unter. Unter Wasser rudern die Vögel mit den Flügeln, vor allem die Armschwingen dienen dabei als Paddel. Auf dem Gewässergrund laufen sie mit aufgestelltem Schwanz gegen die Strömungsrichtung; mit den Krallen ihrer großen Zehen können sie sich sicher auf glitschigem Untergrund festhalten. Die Tauchgänge dauern durchschnittlich 5–10 Sekunden, gelegentlich aber auch bis zu dreißig Sekunden. Manchmal werden auch Nester, die zeitweilig durch ein Hochwasser überflutet wurden und in dem die Jungen in einer Luftblase überleben konnten, tauchend erreicht.

## Brutbiologie

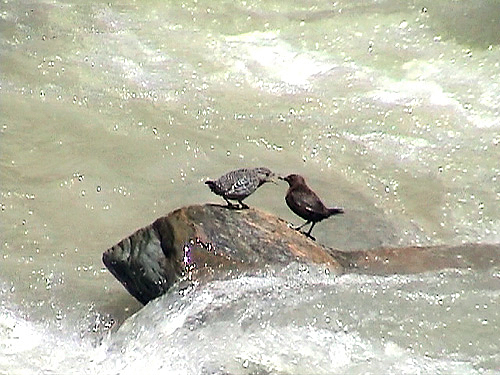
Flügge Pallaswasseramsel wird von einem Altvogel gefüttert

Wasseramseln führen eine saisonale Ehe; Wiederverpaarungen letztjähriger Partner kommen bei einigen Arten häufig vor; auch Polygynie dürfte nicht selten sein. Alle Arten bauen umfangreiche Kugelnester, die zumindest bei den holarktischen Arten mehrmals verwendet werden und so im Laufe der Jahre zu umfangreichen Gebilden von fast einem halben Meter Durchmesser anwachsen können. Beide Partner sind am Nestbau beteiligt; auffällig ist, dass die Materialien oft nass verbaut werden. Die Nester bestehen zumindest aus zwei, manchmal auch aus drei Lagen: Eine äußere Schicht ist aus Moosen eng verwebt, der innere Napf besteht aus Gräsern, Blättern, Tierwolle und anderen weichen Materialien. Der seitliche, schräg nach unten gerichtete Eingang befindet sich unmittelbar über dem fließenden Wasser. Oft liegt das Nest in einer Felsspalte, in einer Nische des Ufergerölls oder in Spalten und Höhlen von Blockverbauungen, oft auch unter freigespülten Wurzeln. Auch Simse und Nischen an Bauwerken wie Brücken oder Mühlen werden als Niststandorte genutzt. Die Eurasische Wasseramsel nimmt auch gerne Nisthilfen an. Völlig freiliegende Nester wurden bei keiner Art festgestellt. Auf Grund der Wassernähe sind Hochwasserereignisse die häufigste Ursache für Gelegeverlust. Die Eurasische Wasseramsel und die Grauwasseramsel brüten häufig zwei Mal im Jahr, bei den anderen Arten ist über Zweitbruten nichts bekannt.
Die Gelege der recht gut erforschten holarktischen Arten bestehen aus 3–6 längsovalen, reinweißen, matt glänzenden Eiern. Über die Gelegegröße der beiden südamerikanischen Arten ist wenig bekannt, meist fand man Gelege mit zwei, ebenfalls weißen Eiern. Die Brutdauer schwankt zwischen 14 Tagen und fast drei Wochen; die Nestlingszeit liegt bei zwanzig bis 25 Tagen. Es brütet offenbar nur das Weibchen; die Jungenaufzucht und die Betreuung während der anschließenden Führungszeit besorgen beide Partner.

## Anpassungen an den Lebensraum
Wasseramseln haben sich unter den Singvögeln am stärksten an ihren aquatischen Lebensraum angepasst und weisen eine Reihe von Adaptionen an diese ökologische Nische auf. Neben zumindest drei der fünf Cinclus-Arten gibt es nur wenige Singvögel, die zum Nahrungserwerb tauchen, dazu gehören Töpfervögel aus der Gattung Cinclodes und die sechs Arten der Scherenschwänze der Gattung Enicurus. Die folgenden Angaben gelten insbesondere für die schwimmenden und tauchenden Arten Cinclus cinclus, C. pallasii und C. mexicanus.
- Das Gefieder ist besonders pelzdaunenreich und deshalb ein ausgezeichneter Wärmeisolator.
- Die Bürzeldrüse ist 6- bis 10-mal größer als bei Singvögeln vergleichbarer Größe. Die Eurasische Wasseramsel und die Grauwasseramsel verfügen als einzige Vertreter der Singvögel über funktionsfähige Salzdrüsen.
- Nase und Ohren werden reflektorisch beim Untertauchen durch eine Membran beziehungsweise durch Hautfalten verschlossen.
- Das Akkommodationsvermögen der Augen ist sehr groß. Die Augen wenig spezialisierter landlebender Singvögel akkommodieren bis zu 12 Dioptrien, die der Wasseramseln über 50 Dioptrien. Dies ermöglicht eine Kompensation der unterschiedlichen Brechungsindizes von Wasser und Luft und erlaubt somit scharfes Sehen sowohl über als auch unter Wasser.
- Die kurzen, an den Spitzen sehr biegsamen Flügel sind der rudernden Fortbewegung unter Wasser besonders angepasst, ermöglichen aber auch einen schnellen, geradlinigen Flug.
- Der Schwanz ist kurz und kräftig und endet in einer geraden Kante; gegen die Strömungsrichtung aufgestellt, drückt der Wasserstrom den Vogel auf den Gewässergrund; dadurch ist ein kraftsparendes Absuchen des Gewässergrundes gewährleistet; für enge Flugmanöver ist seine Steuerwirkung allerdings nicht ausreichend.
- Die Armschwingenmauser verläuft sehr zügig und nicht progressiv, wie bei den meisten Singvögeln, sondern in drei sukzessiven Phasen; dadurch entsteht während der Schwingenmauser beim Tauchen keine Instabilität.
- Die besonders kräftige Brustmuskulatur ermöglicht die Ruderbewegungen mit den Flügeln unter Wasser. Daraus resultiert auch die rundliche Körperform der Wasseramseln.
- Die Beine sind robust und kräftig, um sich in der Strömung unter Wasser festhalten und unter Wasser laufen zu können.
- Wie bei vielen Tauchvögeln sind die Knochen wenig pneumatisiert und erhöhen dadurch das spezifische Gewicht.

## Systematik

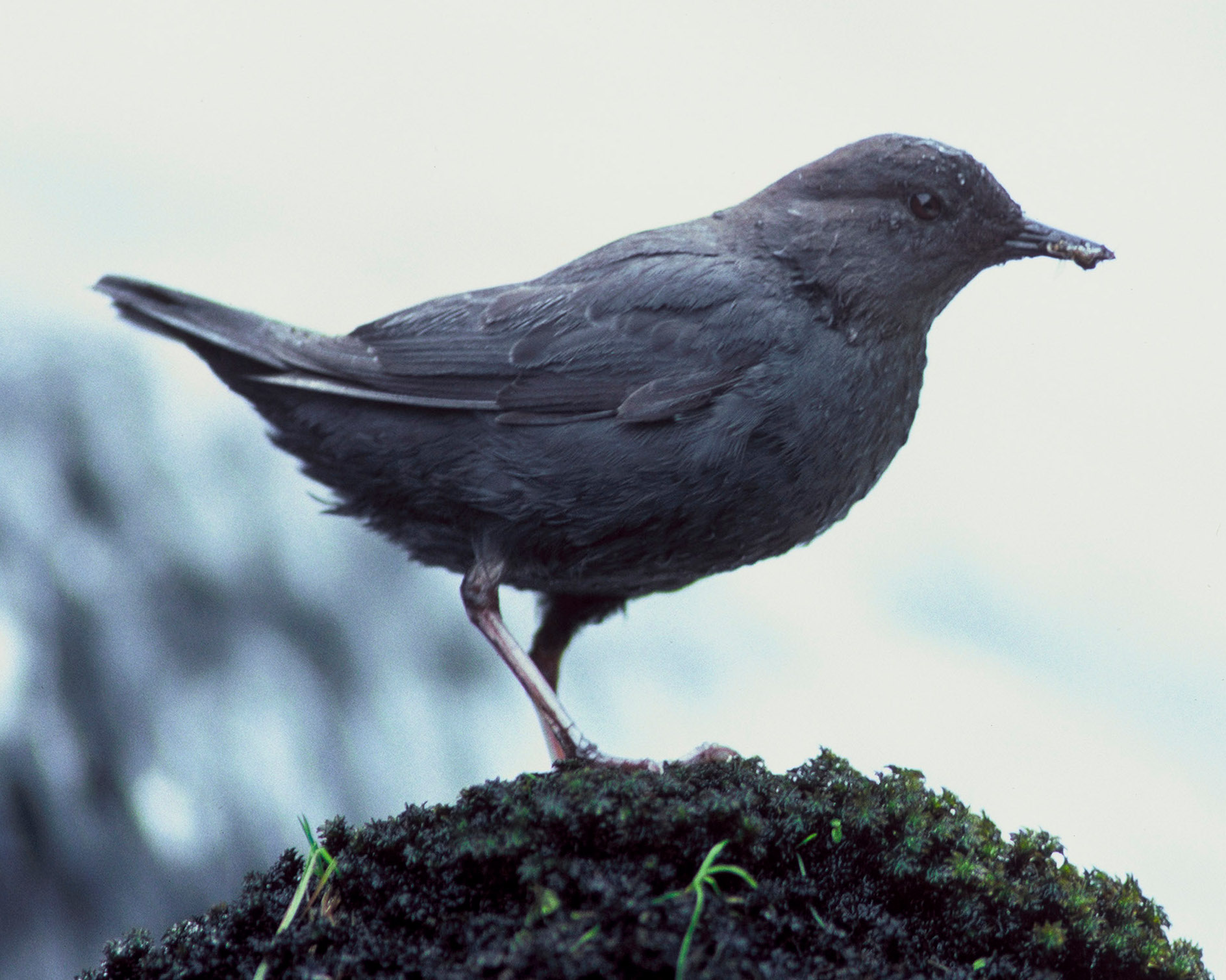
Grauwasseramsel (C. m. unicolor) in Alaska

Die Wasseramseln wurden auf Grund morphologischer und verhaltensbiologischer Ähnlichkeiten bis vor kurzer Zeit in die verwandtschaftliche Nähe der Zaunkönige gestellt. Erst die von Sibley und Ahlquist durchgeführten DNA-DNA-Hybridisierungen ließen Zweifel an dieser Einschätzung aufkommen. Sibley und Ahlquist reihten die Wasseramseln zwischen den Drosseln (Turdidae) und den Seidenschwänzen (Bombycillidae) ein. Eine neue Untersuchung, die vor allem auf Sequenzierung des mitochondrialen Cytochrome-b-Gens basiert, bestätigt zwar eine gewisse verwandtschaftliche Nähe der Wasseramseln zu den Seidenschwänzen und Zaunkönigen, zeigt aber deutlich, dass die Drosseln (Turdidae) mit den Wasseramseln am nächsten verwandt sind. Allerdings wurden in dieser Untersuchungsreihe die Spottdrosseln (Mimidae), die ebenfalls im engsten Verwandtschaftskreis vermutet werden, nicht berücksichtigt. Die aktuellsten biogenetischen Analysen stellen die Wasseramseln in die nahe Verwandtschaft sowohl der Drosseln als auch der Stare (Sturnidae).
Voelker vermutet, dass sich die unmittelbaren Vorfahren der heutigen Cinclidae vor etwas mehr als 4 Millionen Jahren in Eurasien entwickelten und die Besiedlung Nord- und etwas später Südamerikas vor etwa 3,5 Millionen Jahren erfolgte. Er steht mit seiner Meinung im Gegensatz zu anderen Autoren, die die Vorfahren der Wasseramseln in Nordamerika vermuten. Die Annahme eines eurasischen Ursprungs scheint jedoch zunehmend favorisiert zu werden. Eine Verwandtschaft mit den Drosseln lag schon für Buffon nahe, der die Wasseramsel 1775 als „Sumpfdrossel“ (Turdus palustris) bezeichnete.
Die Gattung Cinclus als einzige Gattung der Familie Cinclidae umfasst fünf Arten, von denen die beiden Altweltarten und die beiden südamerikanischen Vertreter Schwesterarten sind.
- Eurasien und Nordwestafrika

- Wasseramsel, auch Eurasische Wasseramsel C. cinclus (Linnaeus, 1758) – 13 allgemein anerkannte Unterarten
- Pallaswasseramsel C. pallasii Temminck, 1820 – 4 anerkannte Unterarten – wird auch häufig Flusswasseramsel genannt.

- Nord- und Mittelamerika

- Grauwasseramsel C. mexicanus Swainson, 1827 – 5 anerkannte Unterarten

- Südamerika (Nordkolumbianische Anden bis Nordargentinien)

- Rostkehl-Wasseramsel C. schulzi Cabanis, 1882 – monotypisch
- Weißkopf-Wasseramsel C. leucocephalus Tschudi, 1844 – 3 anerkannte Unterarten

## Lebenserwartung, Bestand und Gefährdung
Zur Lebenserwartung liegen nur sehr wenige Daten vor. Insgesamt scheint die Jugendmortalität sehr groß zu sein. Für C. cinclus ist das bisher festgestellte Höchstalter 8,5 Jahre, für C. mexicanus fast 7 Jahre.
Neben den zahlreichen natürlichen Feinden wie Mardern, Ratten und Greifvögeln beeinflussen auch meteorologische Ereignisse die Bestände; dies sind vor allem Hochwässer während der Brutzeit und das weitflächige Zufrieren der Brutgewässer. Zumindest regional bestandsgefährdende Einflüsse waren und sind anthropogener Natur: Dazu zählen vor allem Gewässerverbauung, Beseitigung der Ufergehölze, Einleitung von Schadstoffen in die Brutgewässer, der Bau von Wasserkraftwerken und auch Freizeitaktivitäten. Lange Zeit wurden Wasseramseln als vermeintliche Fischlaichräuber auch direkt verfolgt. Bis auf die Rostkehl-Wasseramsel ist keine Art in ihrem Bestand gefährdet. Allerdings liegt nur für die europäischen Vorkommen der Wasseramsel, für die japanischen der Pallaswasseramsel und für die nordamerikanischen der Grauwasseramsel verlässliches Datenmaterial zum Bestand vor. Der Bestand der Grauwasseramsel ist stabil, der der Eurasischen Wasseramsel hat sich nach erheblichen Rückgängen ab den 60er Jahren in den letzten zwanzig Jahren erholt, sodass in den größten Teilen ihres Verbreitungsgebietes geeignete Reviere auf hohem Niveau besetzt sind.